# Les Visiteuses
Les Visiteuses è un film pornografico francese ad ambientazione storica del 1994, diretto da Alain Payet. Si tratta di una parodia hard del film I visitatori di Jean-Marie Poiré del 1993.

## Trama
Il conte di Monplaisyr, aiutato dal suo fedele servitore Finouille le Craspouille, esercita coscienziosamente il suo dovere signorile di deflorare le fanciulle della contea. Un giorno quando gliene si presenta una molto grassa che chiede di beneficiare anche lei dei suoi servizi, spaventati, il conte e il suo complice scappano a tutta velocità e arrivano nell'antro di un mago dove, a seguito di un errore, si ritrovano proiettati nel futuro. Atterrano nel mezzo di un'orgia sfrenata che si svolge tra illustri esponenti dell'alta borghesia.

## Produzione
Les Visiteuses, girato in costume e parzialmente in set medievali, ha un budget relativamente alto rispetto al film pornografico francese medio dell'epoca. Parodia porno di una commedia di successo, l'attrice Tabatha Cash in realtà non ha una scena "hard" vera e propria poiché la sua unica apparizione, situata verso la metà del film, consiste in una danza senza veli, con un serpente avvolto intorno al collo, davanti a Roberto Malone che la osserva masturbandosi. 
Alain L'Yle aveva una forte somiglianza con Robin Williams, al punto che in seguito è diventato, dopo il ritiro dal porno, un sosia professionista dell'attore americano.

## Premi
- 1995: Hot d'Or Cannes per il miglior video porno europeo - Prix special des video clubs